# Teatro drammatico nazionale di Lubiana
Il Teatro drammatico nazionale di Lubiana (o Teatro Drammatico Nazionale sloveno di Lubiana), è il teatro nazionale della Slovenia, sito a Lubiana,  ben conosciuto per il suo repertorio tradizionale, che comprende opere europee e slovene drammatiche classiche e opere contemporanee scelte, non commerciali. La sua sede si trova a sudest del Museo di storia naturale della Slovenia ed a sudovest dell'Università di Lubiana al n. 18 di via Erjavec. Si tratta di un edificio si stile liberty, in origine Teatro Tedesco della città.

## Storia
Il teatro è erede del primo repertorio drammatico in lingua slovena, istituito il 24 ottobre 1867 dalla Società Drammatica Slovena negli edifici della Società di Letture di Lubiana. Dopo il crollo dell'Impero austro-ungarico, esso venne rinominato, durante il breve periodo di vita dello Stato degli Sloveni, Croati e Serbi, Teatro Nazionale, e nel 1919 Teatro Provinciale. Durante il Regno di Jugoslavia fu rinominato Teatro Reale.
Durante la Seconda guerra mondiale, ebbe i nomi di Teatro di Stato e di Teatro Nazionale Sloveno dei Territori Liberati. Dopo la guerra, fu rinominato Teatro Drammatico Nazionale Sloveno. Il suo nome attuale, SNG DRAMA (Slovensko Narodno Gledališče  Drama) , risale al 1992.